# Olene kangrana
Olene kangrana är en fjärilsart som beskrevs av Embrik Strand 1910. Olene kangrana ingår i släktet Olene och familjen tofsspinnare. Inga underarter finns listade i Catalogue of Life.